# 顯著刺鎧蝦
顯著刺鎧蝦（学名：Munida prominula）为鎧甲蝦科刺鎧蝦屬下的一个种。